# جوزف دایس
جوزف دایس (انگلیسی: Joseph Deiss؛ زادهٔ ۱۸ ژانویهٔ ۱۹۴۶) سیاست‌مدار اهل سوئیس است. وی در سال ۲۰۰۴ رئیس‌جمهور سوئیس بود.